# Vallée d'Aoste Lard d'Arnad

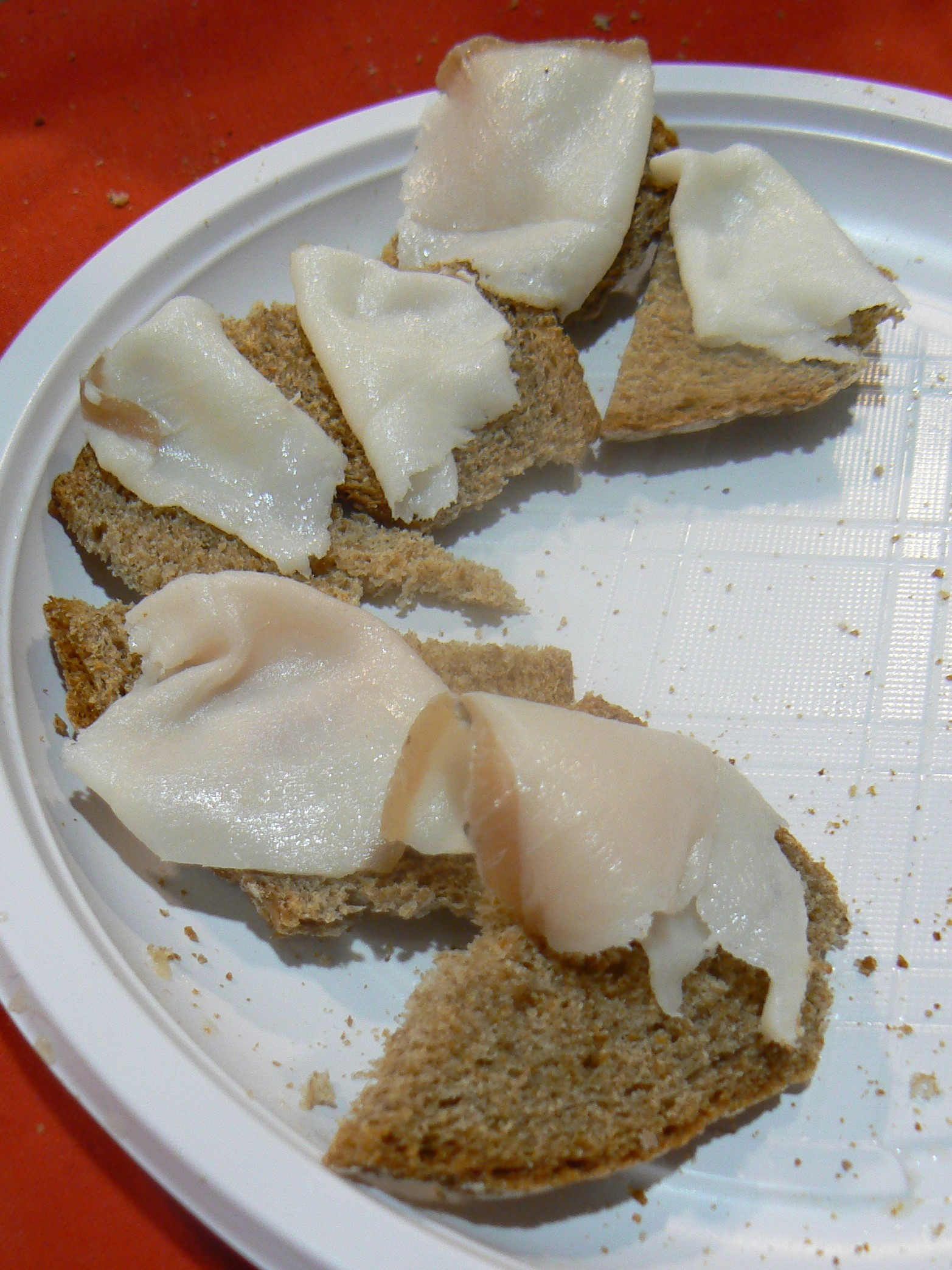

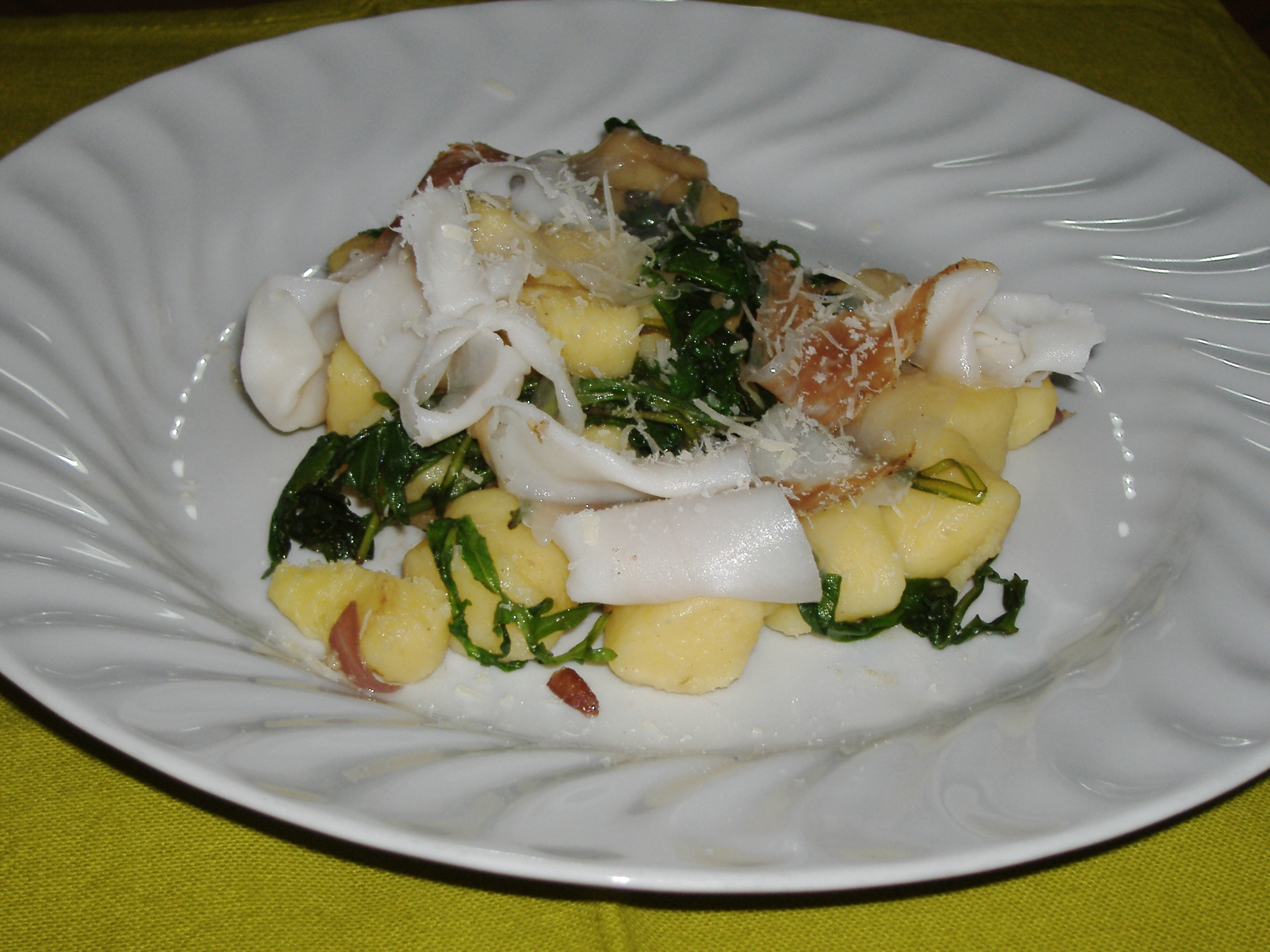
Gnocchis de pommes de terre à la roquette et au lard d'Arnad

Le Vallée d'Aoste Lard d'Arnad est le nom d'un produit de charcuterie traditionnel obtenu sur le territoire de la commune d'Arnad, dans la région autonome Vallée d'Aoste.
Depuis 1996, la dénomination Vallée d'Aoste Lard d'Arnad est protégée par le label de qualité européen AOP, Appellation d'origine protégée.

## Description et préparation
On l'obtient à partir du lard, d'une épaisseur d'au moins 3 cm, du dos ou d'épaule d'un porc d'au moins 160 kilogrammes et âgé d'au moins 9 mois, dont la viande doit être rosée et sans taches. Le produit final est quadrangulaire et pèse de 3 hectogrammes à 4 kilogrammes. Depuis toujours le lard d'Arnad est conservé et affiné dans les Doïls, des moules en bois (châtaignier, chêne ou mélèze) ne permettant à la saumure de s'échapper. Aujourd'hui on utilise souvent aussi des récipients en verre. 
La préparation prévoit l'ébarbage du lard, ensuite il est inséré dans des récipients en verre en couches alternées avec du sel et de l'eau bouillie avec du sel, du poivre, du romarin, du laurier, de la sauge, des clous de girofle, de la cannelle, des grains de genièvre, de la noix muscade et de l'achillée. Le récipient est ensuite fermé, c'est le début de la période d'affinage, de la durée d'un an. Pour le conserver plus longtemps, le lard est posé dans des récipients hermétiques avec du vin blanc. 
Le lard ainsi obtenu a une texture fondante. Sa saveur est suave et persistante, avec des notes épicées et herbacées. 

## Consommation
Il existe traditionnellement deux façons de servir le lard d'Arnad : 
- Coupé en tranches fines, avec de la polente rissolée, de façon que le lard fonde et que son arôme s'unisse à celui de la polente ;

- Le bocon du diable, sur des tranches de pain noir de seigle, rissolée à la poêle avec de l'ail et du miel. En ce cas, le lard est une alternative à la motsetta de chamois.

## Production
Il existe trois charcuteries principales, toutes ayant leur siège à Arnad, qui garantissent la production du lard : 
- Maison Bertolin (hameau Champagnolaz), la plus importante, fondée en 1957 ;
- Frères Laurent (hameau Extraz) ;
- Arnad le vieux (hameau Arnad-le-vieux), fondé en 1998.

## Sources
- Site de la Commission européenne